# Elecciones provinciales de Mendoza de 2019
Las elecciones generales de la provincia de Mendoza de 2019 tuvieron lugar el domingo 29 de septiembre, con el objetivo de renovar los cargos de Gobernador y Vicegobernador, así como 24 de los 48 escaños de la Cámara de Diputados, y 19 de los 38 escaños del Senado Provincial, configurando los poderes ejecutivo y legislativo para el período 2019-2023. Se renovaron también las intendencias y concejos deliberantes por departamento, aunque la mayoría de estos comicios se realizaron en desfase con la elección gubernativa y legislativa, y la elección provincial misma se desdobló de las elecciones presidenciales y legislativas nacionales. Fueron las décimas elecciones desde la restauración democrática de 1983, y los vigesimosextos comicios provinciales mendocinos desde la instauración del sufragio secreto en la Argentina. Asimismo, los comicios municipales destacaron por ser los primeros luego de que el gobierno provincial de Alfredo Cornejo lograse un fallo favorable para prohibir las reelecciones indefinidas de las intendencias de la provincia, aunque este solo actuaría a partir de las siguientes elecciones. Los candidatos surgieron de Elecciones Primarias, Abiertas, Simultáneas y Obligatorias (PASO) que se realizaron previamente el domingo 9 de junio y tras alcanzar el 3 % de los votos afirmativos.
Once fórmulas presentaron precandidaturas en las elecciones PASO, siendo las dos fuerzas mayoritarias de la provincia: el oficialista Frente Cambia Mendoza (FCM), compuesto mayormente por los partidos Unión Cívica Radical (UCR), Propuesta Republicana (PRO) y el Partido Demócrata (PD), entre otros; y el opositor Frente Político y Social Elegí (FPSE), integrado por las facciones del Partido Justicialista (PJ) y el kirchnerismo, las únicas dos alianzas que dirimieron internas, sumamente ajustadas, entre más de un precandidato. De las once fórmulas disputantes, solo cuatro pasaron la barrera proscriptiva. El candidato radical Rodolfo Suárez, intendente de la Capital, derrotó con amplitud a sus competidores internos (Omar De Marchi, apoyado por el PD y el PRO, y el también radical Fernando Armagnague), y se convirtió de este modo en candidato del oficialismo; mientras que la senadora nacional kirchnerista Anabel Fernández Sagasti superó por escaso margen al peronista Alejandro Bermejo, accediendo a la candidatura del justicialismo unido. Los otros dos candidatos gubernativos que superaron la barrera de las PASO fueron el diputado nacional José Luis Ramón, de Protectora Fuerza Política; y la exsenadora provincial Noelia Barbeito, del Frente de Izquierda y de los Trabajadores (FIT), ambos sin internas.
El resultado fue una amplia victoria para Suárez, superando a Sagasti por un margen de alrededor de quince puntos, de acuerdo con el escrutinio provisorio. En tercer lugar se ubicaría Ramón con alrededor del 8% de las preferencias y en cuarto y último Barbeito, con poco más del 3 %.

## Renovación Legislativa
| Sección Electoral | Cámara de Diputados | Cámara de Diputados | Cámara de Senadores | Cámara de Senadores |
| Sección Electoral | Diputados           | A renovar           | Senadores           | A renovar           |
| ----------------- | ------------------- | ------------------- | ------------------- | ------------------- |
| 1                 | 16                  | 8                   | 12                  | 6                   |
| 2                 | 12                  | 6                   | 10                  | 5                   |
| 3                 | 10                  | 5                   | 8                   | 4                   |
| 4                 | 10                  | 5                   | 8                   | 4                   |
| Total             | 48                  | 24                  | 38                  | 19                  |

## Candidatos

### Elecciones generales
| Logo                                          | Logo                                          | Partido/Alianza                           | Candidato a gobernador                                                    | Candidato a gobernador                        | Candidato a vicegobernador | Candidato a vicegobernador |
| --------------------------------------------- | --------------------------------------------- | ----------------------------------------- | ------------------------------------------------------------------------- | --------------------------------------------- | -------------------------- | -------------------------- |
|                                               |                                               | Frente Cambia Mendoza                     |                                                                           | Rodolfo Suárez                                |                            | Mario Abed                 |
| - Intendente de Mendoza (2014-2019)           | - Intendente de Mendoza (2014-2019)           | Frente Cambia Mendoza                     | - Intendente de Junín (2003-2019)                                         | - Intendente de Junín (2003-2019)             |                            |                            |
|                                               |                                               | Frente Político y Social Elegí            |                                                                           | Anabel Fernández Sagasti                      |                            | Jorge Tanus                |
| - Senadora de la Nación Argentina (2015-2021) | - Senadora de la Nación Argentina (2015-2021) | Frente Político y Social Elegí            | - Diputado Provincial (2007-2019)                                         | - Diputado Provincial (2007-2019)             |                            |                            |
|                                               | —                                             | Protectora Fuerza Política                |                                                                           | José Luis Ramón                               |                            | Mario Vadillo              |
| - Diputado de la Nación Argentina (2017-2021) | - Diputado de la Nación Argentina (2017-2021) | Protectora Fuerza Política                | - Diputado Provincial (2018-2022)                                         | - Diputado Provincial (2018-2022)             |                            |                            |
|                                               |                                               | Frente de Izquierda y de los Trabajadores | [[File:Noelia Barbeito (2017).jpg\|150px\|alt={{{Alt\|{{{descripción}}}]] | Noelia Barbeito                               |                            | Soledad Sosa               |
| - Senadora Provincial (2014-2018)             | - Senadora Provincial (2014-2018)             | Frente de Izquierda y de los Trabajadores | - Diputada de la Nación Argentina (2015-2017)                             | - Diputada de la Nación Argentina (2015-2017) |                            |                            |

### Elecciones primarias
Estos candidatos no recibieron al menos el 3 % de los votos en las elecciones primarias para pasar a las elecciones generales, o bien, fueron superados por su contrincante de la interna partidaria.
| Logo                                                                                  | Logo                                                                                  | Partido/Alianza                           | Candidato a gobernador               | Candidato a gobernador               | Candidato a vicegobernador | Candidato a vicegobernador |
| ------------------------------------------------------------------------------------- | ------------------------------------------------------------------------------------- | ----------------------------------------- | ------------------------------------ | ------------------------------------ | -------------------------- | -------------------------- |
|                                                                                       |                                                                                       | Frente Cambia Mendoza                     |                                      | Omar De Marchi                       |                            | Susana Velázquez           |
| - Intendente de Luján de Cuyo (1999-2005, desde 2015) - Diputado Nacional (2005-2013) | - Intendente de Luján de Cuyo (1999-2005, desde 2015) - Diputado Nacional (2005-2013) | Frente Cambia Mendoza                     | - Docente                            | - Docente                            |                            |                            |
|                                                                                       | Fernando Armagnague                                                                   | Frente Cambia Mendoza                     |                                      | Sandra Romano                        |                            |                            |
| - Abogado - Diputado Nacional (1987-1991) - Diputado Provincial (1983-1987,1998-2006) | - Abogado - Diputado Nacional (1987-1991) - Diputado Provincial (1983-1987,1998-2006) | Frente Cambia Mendoza                     | - Abogada                            | - Abogada                            |                            |                            |
|                                                                                       |                                                                                       | Frente Político y Social Elegí            |                                      | Alejandro Bermejo                    |                            | Cristina Da Dalt           |
| - Intendente de Maipú (2009-presente)                                                 | - Intendente de Maipú (2009-presente)                                                 | Frente Político y Social Elegí            | - Contadora pública                  | - Contadora pública                  |                            |                            |
|                                                                                       |                                                                                       | Partido de los Jubilados                  |                                      | Emanuel Casas                        |                            | Mercedes Báez              |
| - Abogado                                                                             | - Abogado                                                                             | Partido de los Jubilados                  | - Odontóloga pedirátrica             | - Odontóloga pedirátrica             |                            |                            |
|                                                                                       |                                                                                       | Partido Federal                           |                                      | Adolfo Innocente                     |                            | Adriana Noemí Delicio      |
| - Martillero público                                                                  | - Martillero público                                                                  | Partido Federal                           | - Abogada                            | - Abogada                            |                            |                            |
|                                                                                       |                                                                                       | Partido Intransigente                     |                                      | Juan Dante González                  |                            | Daniel Galdeano            |
| - Diputado de la Nación Argentina (2007–2015)                                         | - Diputado de la Nación Argentina (2007–2015)                                         | Partido Intransigente                     | - Senador Provincial (2017–presente) | - Senador Provincial (2017–presente) |                            |                            |
|                                                                                       |                                                                                       | Movimiento Socialista de los Trabajadores |                                      | Marcia Marianetti                    |                            | Nicolás Fernández          |
| - Ingeniera agrónoma y docente                                                        | - Ingeniera agrónoma y docente                                                        | Movimiento Socialista de los Trabajadores | - Diseñador de contenidos virtuales  | - Diseñador de contenidos virtuales  |                            |                            |

## Debates
El día martes 20 de agosto de 2019, a las 19, se realizó en la Universidad Maza el primer debate entre los cuatro candidatos a gobernador. El Diario Los Andes transmitió en línea este evento, que se pudo seguir a través de las redes sociales con el hashtag #PrimerDebate.

## Resultados

### Primarias

Resultado de las elecciones primarias por departamento.
Frente Cambia Mendoza (Suárez)
Frente Cambia Mendoza (De Marchi)
Elegí Mendoza (Bermejo)

|  | 68,71 % |

|  | 45,11 % |

|  | 28,38 % |

|  | 2,91 % |

|  | 51,69 % |

|  | 37,55 % |

|  | 48,31 % |

|  | 8,11 % |

|  | 4,05 % |

|  | 2,15 % |

|  | 1,62 % |

|  | 0,93 % |

|  | 0,49 % |

|  | 93,41 % |

|  | 4,59 % |

|  | 2,00 % |

|  | 77,68 % |

|  | 100 % |

### Gobernador y vicegobernador
|  | 51,67 % |

|  | 36,24 % |

|  | 8,71 % |

|  | 3,37 % |

|  | 96,59 % |

|  | 2,08 % |

|  | 1,34 % |

|  | 100 % |

|  | 79,07 % |

### Cámara de Diputados
|  | 52,31 % |

|  | 36,66 % |

|  | 7,75 % |

|  | 3,28 % |

|  | 94,16 % |

|  | 4,54 % |

|  | 1,30 % |

|  | 100 % |

|  | 79,07 % |

#### Resultados por secciones electorales

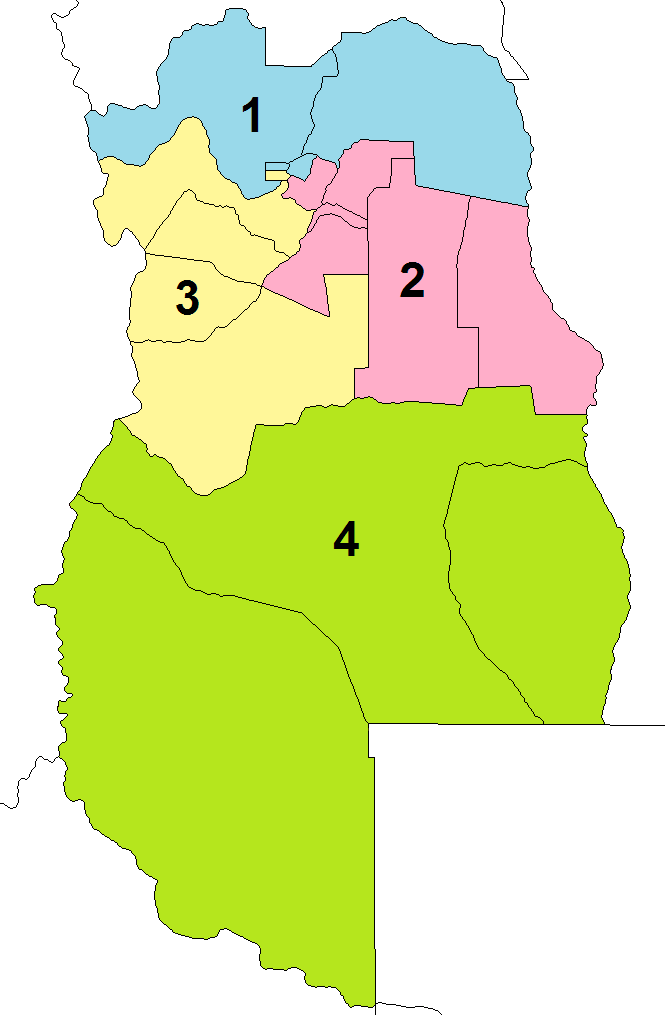
Secciones electorales de Mendoza:
1.ª Sección
2.ª Sección
3.ª Sección
4.ª Sección

|  | 52,97 % |

|  | 33,77 % |

|  | 9,21 % |

|  | 4,05 % |

|  | 95,71 % |

|  | 2,97 % |

|  | 1,32 % |

|  | 100 % |

|  | 78,50 % |

|  | 48,79 % |

|  | 39,58 % |

|  | 8,45 % |

|  | 3,18 % |

|  | 95,32 % |

|  | 3,36 % |

|  | 1,32 % |

|  | 100 % |

|  | 80,89 % |

|  | 55,49 % |

|  | 31,50 % |

|  | 9,04 % |

|  | 3,98 % |

|  | 94,51 % |

|  | 4,30 % |

|  | 1,19 % |

|  | 100 % |

|  | 79,56 % |

|  | 51,04 % |

|  | 48,96 % |

|  | 87,71 % |

|  | 10,91 % |

|  | 1,38 % |

|  | 100 % |

|  | 76,56 % |

### Cámara de Senadores
|  | 52,24 % |

|  | 36,66 % |

|  | 7,84 % |

|  | 3,26 % |

|  | 94,54 % |

|  | 4,16 % |

|  | 1,30 % |

|  | 100 % |

|  | 79,07 % |

#### Resultados por secciones electorales
|  | 52,80 % |

|  | 33,78 % |

|  | 9,39 % |

|  | 4,03 % |

|  | 96,188 % |

|  | 2,49 % |

|  | 1,33 % |

|  | 100 % |

|  | 78,50 % |

|  | 49,01 % |

|  | 39,39 % |

|  | 8,45 % |

|  | 3,16 % |

|  | 95,74 % |

|  | 2,95 % |

|  | 1,31 % |

|  | 100 % |

|  | 80,99 % |

|  | 55,27 % |

|  | 31,65 % |

|  | 9,11 % |

|  | 3,97 % |

|  | 94,90 % |

|  | 3,90 % |

|  | 1,20 % |

|  | 100 % |

|  | 79,56 % |

|  | 50,95 % |

|  | 49,05 % |

|  | 87,74 % |

|  | 10,88 % |

|  | 1,38 % |

|  | 100 % |

|  | 76,56 % |